# Sofia Carson (álbum)
Sofia Carson es el álbum de estudio homónimo debut de la cantante y actriz Sofia Carson. Fue lanzado el 25 de marzo de 2022 a través de Hollywood Records. Fue precedido por tres sencillos: «Fool's Gold», «He Loves Me, But...» y «Loud», mientras que un cuarto sencillo — «It's Only Love, Nobody Dies» — se lanzó el mismo día.

## Antecedentes
Carson empezó a trabajar por primera vez en su álbum de estudio debut durante el año de 2016. En enero, estuvo trabajando con el fotógrafo Michael Schwartz para la sesión de fotos del álbum. En marzo, anunció que había firmado un contrato discográfico con Republic Records y Hollywood Records y lanzó su sencillo debut el siguiente mes, titulado «Love Is the Name». En agosto de 2017, en una entrevista con Entertainment Tonight, mencionó que seguía trabajando en su álbum debut, recalcando que «es un proceso realmente largo y especial para crear un álbum, especialmente el primero».
En marzo de 2021, después del lanzamiento de «Fool's Gold», Carson mencionó que la canción representaba «el inicio de de una historia que estoy compartiendo con el mundo». En mayo, lanzó un EP para descarga digital y streaming, titulado Leave Your Heart On The Dance Floor, que incluye tres remezclas de sus sencillos «Fool's Gold», «I Luv U» y «Guess I'm a Liar» hechas por Tiësto, R3hab y Tracy Young, respectivamente. En julio, después del lanzamiento de «He Loves Me, But...», Carson mencionó que la canción representaba el siguiente capítulo de esa misma historia.

## Lanzamiento y promoción
El 1 de marzo de 2022, Carson reveló el título, fecha de lanzamiento y portada del álbum. El 14 de marzo, reveló la lista de canciones, confirmando que «Fool's Gold», «He Loves Me, But...» y «Loud» fueron lanzados como sencillos oficiales del álbum.

### Concepto
Carson mencionó que el álbum cuenta la historia de «una chica que se enamora, solo para romperse en pedazos. Pero, sin embargo, es una historia sobre una chica que sobrevive». El álbum explora la idea de los elementos de la naturaleza — agua, tierra, fuego, aire y éter—, lo cual se puede notar a través de los videos musicales de los sencillos.

### Sencillos
«Fool's Gold» se lanzó como el sencillo principal del álbum el 26 de marzo de 2021. Un videoclip acompañante fue dirigido por Hannah Lux Davis y explora el concepto del fuego. «Fool's Gold» alcanzó el puesto número 34 en la lista musical estadounidense Billboard Mainstream Top 40. «He Loves Me, But...» se lanzó como el segundo sencillo del álbum el 11 de junio de 2021. Su videoclip fue lanzado el 1 de julio de 2021. Fue dirigido por Uri Schutzer y explora el concepto de la tierra. «Loud» se lanzó como el tercer sencillo del álbum el 14 de enero de 2022. Un videoclip acompañante fue dirigido por el mismo director que dirigió el sencillo anterior y explora el concepto del aire. El 25 de marzo de 2022, el mismo día del lanzamiento del álbum, se lanzó «It's Only Love, Nobody Dies» como el cuarto sencillo. El videoclip fue lanzado el 29 de abril de 2022 y también fue dirigido por Uri Schutzer.

### Presentaciones en vivo
Carson interpretó «Fool's Gold» y «He Loves Me, But...» el 16 de agosto de 2021 y el 29 de julio de 2021 en Good Morning America, respectivamente. El 10 de marzo de 2022, interpretó «Fool's Gold», «He Loves Me, But...» y «Loud» a través de una transmisión en vivo en Instagram hecha por MTV.

## Lista de canciones
Créditos adaptados de Tidal.
| Sofia Carson – Edición estándar |                               |                                                                                       |                                                        |          |  |
| N.º                             | Título                        | Escritor(es)                                                                          | Productor(es)                                          | Duración |  |
| 1.                              | «It's Only Love, Nobody Dies» | Ali Tamposi Andrew Haas Ian Franzino Liza Owen Sam Roman                              | Afterhrs                                               | 3:04     |  |
| 2.                              | «Loud»                        | Alida Garpestad Peck Larus Arnarson Michael McHenry Paris Carney                      | Daysof1993                                             | 3:32     |  |
| 3.                              | «Sugar»                       | Sofia Carson Ferras Mahmoud Alqaisi James Wong Peck                                   | Gladius                                                | 3:11     |  |
| 4.                              | «Timeless»                    | Carson Jussi Ilmari Karvinen Justin Drew Tranter Ryland Blackinton                    | Jussifer                                               | 2:27     |  |
| 5.                              | «Stay»                        | Carson Johan Carlsson Rami Yacoub Steph Jones Tia Scola                               | Matthew Engst Rami Yacoub                              | 2:40     |  |
| 6.                              | «Cómo, cuándo y dónde»        | Andrés Torres Joshua Murty Mauricio Rengifo                                           | Andrés Torres Joshua Murty Mauricio Rengifo            | 2:47     |  |
| 7.                              | «Still Love You»              | Carson Brandon Treyshun Campbell Rengifo Torres                                       | Torres Rengifo                                         | 2:39     |  |
| 8.                              | «Fool's Gold»                 | Jakob Rabitsch Jeff Jones Rachel Keen Mikkel Eriksen Tor Erik Hermansen               | Stargate Yakob                                         | 2:22     |  |
| 9.                              | «He Loves Me, But...»         | Carson Caroline Ades Pennell Tranter Trevor Brown Warren Felder William Zaire Simmons | The Orphanage (Trevor Brown Warren Felder Zaire Koalo) | 2:27     |  |
| 10.                             | «Two Tears in a Bucket»       | Carson Alex Vincent Niceforo Felder Keith Roger Sorrells Pennell Tranter              | Alex Nice Felder Keith Roger Sorrells                  | 2:50     |  |
| 27:59                           |                               |                                                                                       |                                                        |          |  |

| Sofia Carson – Edición japonesa |                                             | |                                        |          |  |
| N.º                             | Título                                      | Escritor(es) | Productor(es)                          | Duración |  |
| 11.                             | «Love Is the Name»                          | Ewald Pfleger Günter Grasmuck Herwig Tremschnig Ina Wroldsen Kurt René Plisnier Peter Niklas Gruber Steve Mac         | Steve Mac                              | 3:27     |  |
| 12.                             | «Back to Beautiful» (con Alan Walker)       | Alan Walker Anders Frøen Gunnar Greve Jesper Borgen Julia Michaels Tranter Eriksen Hermansen                          | Alan Walker Gunnar Greve Mood Melodies | 3:22     |  |
| 13.                             | «Ins and Outs»                              | Jason Evigan Michaels Tranter                                                                                         | Jason Evigan                           | 3:23     |  |
| 14.                             | «I Luv U» (junto con R3hab)                 | Aleksandr Dukhov Fadil El Ghoul Ferruccio Tebaldi Khaled Rohaim Lewis Hughes Nicholas Audino Peter Hanna Rebecca King | Khaled Rohaim Lewis Hughes R3hab       | 2:30     |  |
| 15.                             | «Miss U More Than U Know» (junto con R3hab) | El Ghoul Henry Agincourt Allen Jasper Harris Hughes Audino Sasha Sloan                                                | Hughes R3hab                           | 2:36     |  |
| 16.                             | «Guess I'm a Liar»                          | Caroline Ailin Gian Stone Evigan Sam Martin Simon Wilcox                                                              | Gian Stone Evigan                      | 2:58     |  |
| 17.                             | «Hold on to Me»                             | Daniel Robert Burke Valerie Broussard                                                                                 | Aalias Frequency                       | 3:02     |  |
| 49:10                           |                                             | |                                        |          |  |

Notas
- «Loud» está estilizada en mayúsculas.

## Historial de lanzamiento
| País   | Fecha               | Formato                     | Discográfica          | Ref.   |
| ------ | ------------------- | --------------------------- | --------------------- | ------ |
| Varios | 25 de marzo de 2022 | Descarga digital, streaming | Hollywood Records     | [ 3 ]  |
| Japón  | 6 de abril de 2022  | CD                          | Universal Music Japan | [ 31 ] |